# Ginástica artística nos Jogos Pan-Americanos de 2007 - Barra fixa
A final masculina da barra fixa da ginástica artística nos Jogos Pan-Americanos de 2007 foi realizada em 17 de julho de 2007.

## Medalhistas
| Ouro   | BRA Mosiah Rodrigues   |
| Prata  | COL Jorge Hugo Giraldo |
| Bronze | BRA Danilo Nogueira    |

## Qualificação
| Pos. | Ginasta                       | Pontos | Resultado |
| ---- | ----------------------------- | ------ | --------- |
| 1    | PUR Alexander Rodríguez Colón | 15,200 | Q         |
| 2    | USA Justin Spring             | 14,650 | Q         |
| 3    | CAN Jared Walls               | 14,550 | Q         |
| 4    | BRA Danilo Nogueira           | 14,450 | Q         |
| 5    | COL Jorge Hugo Giraldo        | 14,400 | Q         |
| 6    | USA Todd Thornton             | 14,400 | Q         |
| 7    | BRA Mosiah Rodrigues          | 14,400 | Q         |
| 8    | ARG Lucas Chiarlo             | 14,350 | Q         |
| 9    | CUB Irving Arroyo             | 14,350 | R         |
| 10   | BRA Luis Anjos                | 14,300 |           |
| 11   | VEN José Luis Fuentes         | 14,300 | R         |
| 12   | PUR Luis Vargas Velázquez     | 14,150 | R         |

- Q - qualificado para a final
- R - reserva

## Final
| Pos.              | Ginasta                       | Nota A | Nota B | Pen. | Total  |
| ----------------- | ----------------------------- | ------ | ------ | ---- | ------ |
| Medalha de ouro   | BRA Mosiah Rodrigues          | 6,000  | 8,625  |      | 14,625 |
| Medalha de prata  | COL Jorge Hugo Giraldo        | 5,800  | 8,750  |      | 14,550 |
| Medalha de bronze | BRA Danilo Nogueira           | 5,500  | 8,950  |      | 14,450 |
| 4                 | CUB Irving Arroyo [a]         | 5,600  | 8,700  |      | 14,300 |
| 5                 | ARG Lucas Chiarlo             | 5,400  | 8,875  |      | 14,275 |
| 6                 | USA Justin Spring             | 6,100  | 8,075  |      | 14,175 |
| 7                 | USA Todd Thornton             | 5,800  | 8,175  |      | 13,975 |
| 8                 | PUR Alexander Rodríguez Colón | 6,100  | 7,625  |      | 13,725 |

a.^  Atleta qualificado para a final como reserva.